# النا لوندا
النا لوندا (ایتالیایی: Elena Lunda؛ ‏ ۲۱ فوریهٔ ۱۹۰۱ – ۹ دسامبر ۱۹۴۷) بازیگر اهل پادشاهی ایتالیا بود.
از فیلم‌هایی که وی در آن‌ها نقش داشته است، می‌توان به ابوالهول و مراقب آملیا باش اشاره نمود.